# Calcio Catania 2011-2012
Questa voce raccoglie le informazioni riguardanti il Calcio Catania nelle competizioni ufficiali della stagione 2011-2012.

## Stagione
La stagione 2011-2012 è la quindicesima in Serie A per il Catania.
La stagione inizia con Vincenzo Montella come allenatore, a capo di uno staff tecnico composto dal secondo Daniele Russo, dal preparatore atletico Giacomo Tafuro e dal preparatore dei portieri Marco Onorati.
Il girone d'andata vede il Catania pareggiare con la Juventus e vincere contro Inter e Napoli per 2-1 ed è concluso in una posizione di centro classifica con 23 punti a +8 sulla zona retrocessione. Nel girone di ritorno, il Catania ottiene dei risultati al di sopra delle aspettative benché alla 28ª giornata, i siciliani sono all'ottavo posto a quota 41 punti vicino all'Europa League. Ma nelle ultime 10 partite e malgrado un buon pareggio contro il Milan, campione d'Italia in carica, il Catania vince solo una volta(contro l'Atalanta) e chiudono al dodicesimo posto a 48 punti che è il nuovo record dei punti fatti battendo il record dell'anno precedente (46 punti).

## Divise e sponsor
Maglie e sponsor sono gli stessi della stagione precedente.
Lo sponsor tecnico per la nuova stagione è Givova, mentre il main sponsor è SP Energia Siciliana. Il logo della squadra è a sinistra e la scritta «GIVOVA» a destra.
La divisa casalinga presenta una maglia con strisce rossazzurre, inserti bianchi e retro completamente azzurro. Il colletto è anch'esso bianco con finiture rossazzurre. Sul fianco sinistro è disegnato lo stemma societario. Lo sponsor tecnico è presente con la scritta «GIVOVA» in bianco a destra e i loghi dorati sulle maniche. Sul retro della maglia c'è la scritta dorata «CALCIO CATANIA». I calzoncini sono azzurri con strisce rosse ai lati e i calzettoni sono blu con inserti rossi e con il logo societario all'altezza della tibia. Il nome e il numero sulla maglia sono di colore bianco.
La divisa da trasferta presenta una maglia bianca con inserti rossi e azzurri. Il colletto è più piccolo e bianco come la prima maglia. Nome e logo dello sponsor tecnico qui sono in oro. Sul retro della maglia c'è la scritta «CALCIO CATANIA» color oro. I calzoncini sono bianchi con una striscia rossa a sinistra e una azzurra a destra. I calzettoni sono bianchi con rifiniture rossazzurre e con il logo societario all'altezza della tibia. Il nome e il numero su maglia e calzoncini sono di colore azzurro.
La terza divisa presenta una maglia completamente rossa con due strisce diagonali da sinistra a destra di colore bianco e azzurro e un triangolo bianco che dal colletto arriva fino alla spalla destra. Il logo societario si trova sulla sinistra mentre la scritta dello sponsor è bianca a destra. Sul retro si trova in oro la scritta «CALCIO CATANIA». I calzoncini sono rossi con strisce azzurre ai lati. I calzettoni sono rossi con inserti azzurri e il logo societario all'altezza della tibia. Il nome e il numero su maglia e calzoncini sono di colore blu.
| Prima divisa | Seconda divisa | Terza divisa |

## Organigramma societario
ORGANI DI AMMINISTRAZIONE E CONTROLLO
Consiglio di amministrazione
- Presidente: Antonino Pulvirenti
- Presidente onorario: Ignazio Marcoccio
- Vice Presidente: Angelo Vitaliti
- Amministratore delegato: Pietro Lo Monaco

Collegio sindacale
- Presidente: Vincenzo Patti
- Sindaco: Vera Toscano, Giuseppe Caruso

AREE E MANAGEMENT
Area gestione aziendale
- Direttore generale: Pietro Lo Monaco
- Responsabile amministrativo: Carmelo Milazzo
- Segretario generale: Claudio Cammarata
- Segretario sportivo: Giorgio Borbone
- Responsabile logistica e pubbliche relazioni: Giuseppe Franchina
- Consulente legale affari sportivi: Eduardo Chiacchio
- Consulente legale: Giulia Nicolosi, Michele Scacciante, Paola Santagati, Gianmarco Abbadessa
- Responsabile sicurezza: Arturo Magni
- Magazzinieri: Antonio Pennisi, Alessandro Musumeci

Area comunicazione
- Responsabile comunicazione: Ramona Morelli
- Addetto stampa: Angelo Scaltriti
- Web Designer: Fabio De Luca
- Fotografo: Filippo Galtieri

Area marketing
- Responsabile area marketing: Maurizio Ciancio
- Marketing manager: Antonio Carbone

Area sportiva
- Direttore sportivo: Giuseppe Bonanno
- Responsabile tecnico area sud America: Salvatore Monaco
- Responsabile settore giovanile: Alessandro Failla
- Team Manager: Orazio Russo

Area tecnica
- Allenatore: Vincenzo Montella
- Allenatore in seconda: Daniele Russo
- Collaboratore tecnico: Giuseppe Irrera
- Preparatori atletici: Giacomo Tafuro, Emanuele Marra, Giuseppe Colombino, Antonio Torrisi
- Preparatore dei portieri: Marco Onorati

Area sanitaria
- Responsabile sanitario: Antonio Licciardello
- Medici sociali: Alfio Scudero, Francesco Riso
- Fisioterapista: Giuseppe Dispinzieri
- Massaggiatori: Salvatore Libra, Carmelo Cutroneo

## Rosa
| N. |                       | Ruolo | Calciatore              |
| -- | --------------------- | ----- | ----------------------- |
| 1  | Slovacchia (bandiera) | P     | Tomáš Košický           |
| 2  | Italia (bandiera)     | D     | Alessandro Potenza      |
| 3  | Argentina (bandiera)  | D     | Nicolás Spolli          |
| 4  | Argentina (bandiera)  | C     | Sergio Bernardo Almirón |
| 5  | Argentina (bandiera)  | C     | Mario Paglialunga       |
| 6  | Italia (bandiera)     | D     | Nicola Legrottaglie     |
| 7  | Italia (bandiera)     | C     | Davide Lanzafame        |
| 8  | Argentina (bandiera)  | C     | Pablo Ledesma           |
| 8  | Cile (bandiera)       | C     | Felipe Seymour          |
| 9  | Honduras (bandiera)   | A     | David Suazo             |
| 10 | Italia (bandiera)     | C     | Francesco Lodi          |
| 11 | Argentina (bandiera)  | A     | Maxi López              |
| 11 | Italia (bandiera)     | D     | Marco Motta             |
| 12 | Italia (bandiera)     | D     | Giovanni Marchese       |
| 13 | Argentina (bandiera)  | C     | Mariano Julio Izco      |
| 14 | Italia (bandiera)     | D     | Giuseppe Bellusci       |
| 15 | Spagna (bandiera)     | A     | Keko                    |
| 15 | Brasile (bandiera)    | D     | Welligton               |

| N. |                      | Ruolo | Calciatore                 |
| -- | -------------------- | ----- | -------------------------- |
| 16 | Argentina (bandiera) | C     | Cristian Llama             |
| 17 | Argentina (bandiera) | C     | Alejandro Darío Gómez      |
| 18 | Argentina (bandiera) | A     | Gonzalo Bergessio          |
| 19 | Argentina (bandiera) | C     | Adrián Ricchiuti           |
| 20 | Italia (bandiera)    | C     | Fabio Sciacca              |
| 20 | Argentina (bandiera) | P     | Juan Pablo Carrizo         |
| 21 | Argentina (bandiera) | P     | Mariano Andújar            |
| 22 | Argentina (bandiera) | D     | Pablo Sebastián Álvarez    |
| 22 | Nigeria (bandiera)   | A     | Osarimen Ebagua            |
| 24 | Italia (bandiera)    | C     | Gennaro Delvecchio         |
| 27 | Italia (bandiera)    | C     | Marco Biagianti (capitano) |
| 28 | Argentina (bandiera) | C     | Pablo Barrientos           |
| 29 | Italia (bandiera)    | P     | Pietro Terracciano         |
| 30 | Italia (bandiera)    | P     | Andrea Campagnolo          |
| 32 | Italia (bandiera)    | A     | Andrea Catellani           |
| 33 | Italia (bandiera)    | D     | Ciro Capuano               |
| 34 | Italia (bandiera)    | A     | Alfredo Donnarumma         |
| 34 | Italia (bandiera)    | D     | Luca Calapai               |

## Calciomercato

### Sessione estiva(dall'1/7 al 31/8)
| Acquisti | Acquisti                | Acquisti         | Acquisti                           |
| R.       | Nome                    | da               | Modalità                           |
| -------- | ----------------------- | ---------------- | ---------------------------------- |
| P        | Pietro Terracciano      | Nocerina         | comproprietà                       |
| D        | Nicola Legrottaglie     | Milan            | svincolato                         |
| C        | Sergio Bernardo Almirón | Juventus         | definitivo (0,4 mln €)             |
| C        | Pablo Barrientos        | Estudiantes (LP) | fine prestito                      |
| C        | Gennaro Delvecchio      | Atalanta         | fine prestito                      |
| A        | Keko                    | Atlético Madrid  | definitivo                         |
| C        | Francesco Lodi          | Empoli           | riscatto comproprietà (0,65 mln €) |
| C        | Federico Moretti        | Ascoli           | riscatto comproprietà              |
| C        | Mario Paglialunga       | Rosario Central  | definitivo (0,9 mln €)             |
| A        | Davide Lanzafame        | Palermo          | comproprietà (1,7 mln €)           |
| A        | Alfredo Donnarumma      | Gubbio           | fine prestito                      |
| A        | Andrea Catellani        | Sassuolo         | fine prestito                      |
| A        | David Suazo             | Inter            | svincolato                         |
| A        | Gonzalo Bergessio       | Saint-Étienne    | definitivo (1,9 mln €)             |

| Cessioni | Cessioni           | Cessioni      | Cessioni                 |
| R.       | Nome               | a             | Modalità                 |
| -------- | ------------------ | ------------- | ------------------------ |
| D        | Matías Silvestre   | Palermo       | definitivo (7,3 mln €)   |
| D        | Marcello Gazzola   | Ascoli        | riscatto comproprietà    |
| D        | Christian Terlizzi | Varese        | svincolato               |
| D        | Błażej Augustyn    | Vicenza       | prestito                 |
| C        | Ezequiel Carboni   | Banfield      | svincolato               |
| C        | Raphael Martinho   | Cesena        | prestito                 |
| C        | Simone Pesce       | Ascoli        | riscatto comproprietà    |
| C        | Ezequiel Schelotto | Atalanta      | fine prestito            |
| C        | Federico Moretti   | Grosseto      | prestito                 |
| A        | Gonzalo Bergessio  | Saint-Étienne | fine prestito            |
| A        | Takayuki Morimoto  | Novara        | comproprietà (2,5 mln €) |
| A        | Gianvito Plasmati  | Nocerina      | svincolato               |

### Sessione invernale(dal 3/1 al 31/1)
| Acquisti | Acquisti           | Acquisti | Acquisti                         |
| R.       | Nome               | da       | Modalità                         |
| -------- | ------------------ | -------- | -------------------------------- |
| P        | Juan Pablo Carrizo | Lazio    | prestito con diritto di riscatto |
| D        | Marco Motta        | Juventus | prestito                         |
| D        | Wellington         | Uberaba  | definitivo                       |
| C        | Felipe Seymour     | Genoa    | prestito                         |
| C        | Vincent Kouadio    | Milazzo  | definitivo                       |
| A        | Osarimen Ebagua    | Torino   | prestito                         |

| Cessioni | Cessioni           | Cessioni         | Cessioni                                            |
| R.       | Nome               | a                | Modalità                                            |
| -------- | ------------------ | ---------------- | --------------------------------------------------- |
| P        | Mariano Andújar    | Estudiantes (LP) | prestito con diritto di riscatto (0,1 mln €)        |
| D        | Pablo Álvarez      | Real Saragozza   | prestito                                            |
| C        | Fabio Sciacca      | Grosseto         | prestito con diritto di riscatto della comproprietà |
| C        | Pablo Ledesma      | Boca Juniors     | svincolato                                          |
| C        | Gennaro Delvecchio | Lecce            | definitivo                                          |
| C        | Vincent Kouadio    | Qormi            | prestito                                            |
| A        | Keko               | Grosseto         | prestito con diritto di riscatto della comproprietà |
| A        | Maxi López         | Milan            | prestito (1,5 mln €) con diritto di riscatto        |
| A        | Alfredo Donnarumma | Lanciano         | prestito                                            |

## Risultati

### Serie A

#### Girone di andata
| Arbitro: | Massa (Imperia) |

|                                      |           |                                           |
| Modesto 5’ Biabiany 23’ Floccari 44’ | Marcatori | 22’ Almirón 74’ (rig.) Lodi 85’ Catellani |

| Catania 11 settembre 2011, ore 15:00 CEST 2ª giornata | Catania         | 0 – 0 referto | Siena | Stadio Angelo Massimino (13.268 spett.)\| Arbitro: \| Banti (Livorno) \| |
| Arbitro:                                              | Banti (Livorno) |               |       |                                                                          |

| Arbitro: | Gervasoni (Mantova) |

|                         |           |  |
| Maxi López 45+2’ (rig.) | Marcatori |  |

| Arbitro: | Tozzi (Ostia Lido) |

|                               |           |  |
| Palacio 29’, 34’ Constant 79’ | Marcatori |  |

| Arbitro: | Mazzoleni (Bergamo) |

|               |           |            |
| Bergessio 22’ | Marcatori | 49’ Krasić |

| Arbitro: | Brighi (Cesena) |

|                                         |           |                                     |
| Rigoni 49’ (rig.) Morimoto 65’ Jeda 84’ | Marcatori | 13’ Legrottaglie 56’ Lodi 91’ Gómez |

| Arbitro: | Orsato (Schio) |

|                             |           |              |
| Almirón 47’ Lodi 51’ (rig.) | Marcatori | 6’ Cambiasso |

| Arbitro: | Giannoccaro (Lecce) |

|                  |           |                               |
| Jovetić 20’, 62’ | Marcatori | 43’ Delvecchio 82’ Maxi López |

| Arbitro: | Gava (Conegliano) |

|           |           |               |
| Klose 17’ | Marcatori | 63’ Bergessio |

| Arbitro: | Celi (Bari) |

|                            |           |           |
| Marchese 25’ Bergessio 48’ | Marcatori | 1’ Cavani |

| Arbitro: | Gervasoni (Mantova) |

|                                                      |           |  |
| Ibrahimović 7’ Robinho 24’ Seedorf 69’ Zambrotta 72’ | Marcatori |  |

| Arbitro: | Tagliavento (Terni) |

|             |           |                                    |
| Almirón 77’ | Marcatori | 44’ (rig.) Pellissier 72’ Sammarco |

| Arbitro: | Peruzzo (Schio) |

|  |           |                |
|  | Marcatori | 90’ Barrientos |

| Arbitro: | Bergonzi (Genova) |

|  |           |            |
|  | Marcatori | 64’ Ibarbo |

| Arbitro: | Giannoccaro (Lecce) |

|                |           |                  |
| Tiribocchi 71’ | Marcatori | 18’ Legrottaglie |

| Arbitro: | Damato (Barletta) |

|                         |           |  |
| Lodi 32’ Maxi López 61’ | Marcatori |  |

| Arbitro: | Romeo (Verona) |

|                          |           |  |
| Cherubin 50’ Di Vaio 91’ | Marcatori |  |

| Arbitro: | Tagliavento (Terni) |

|                  |           |              |
| Legrottaglie 24’ | Marcatori | 28’ De Rossi |

| Arbitro: | Ostinelli (Como) |

|                          |           |            |
| Armero 20’ Di Natale 53’ | Marcatori | 90+5’ Lodi |

#### Girone di ritorno
| Arbitro: | Doveri (Roma) |

|               |           |             |
| Bergessio 33’ | Marcatori | 43’ Modesto |

| Arbitro: | Russo (Avellino) |

|  |           |          |
|  | Marcatori | 23’ Lodi |

| Cesena 7 marzo 2012, ore 18:30 CET 22ª giornata | Cesena           | 0 – 0 referto | Catania | Stadio Dino Manuzzi (14.490 spett.)\| Arbitro: \| Rocchi (Firenze) \| |
| Arbitro:                                        | Rocchi (Firenze) |               |         |                                                                       |

| Arbitro: | Giacomelli (Trieste) |

|                                                  |           |  |
| Lodi 7’ (rig.) Barrientos 49’, 52’ Bergessio 62’ | Marcatori |  |

| Arbitro: | Brighi (Cesena) |

|                                          |           |               |
| Pirlo 22’ Chiellini 74’ Quagliarella 81’ | Marcatori | 4’ Barrientos |

| Arbitro: | Calvarese (Teramo) |

|                                      |           |            |
| Bergessio 30’ Marchese 47’ Gómez 54’ | Marcatori | 85’ Rubino |

| Arbitro: | Celi (Campobasso) |

|                       |           |                    |
| Forlan 71’ Milito 80’ | Marcatori | 20’ Gómez 38’ Izco |

| Arbitro: | Doveri (Roma) |

|                 |           |  |
| Lodi 58’ (rig.) | Marcatori |  |

| Arbitro: | Romeo (Verona) |

|                  |           |  |
| Legrottaglie 80’ | Marcatori |  |

| Arbitro: | Gervasoni (Mantova) |

|                         |           |                          |
| Džemaili 61’ Cavani 67’ | Marcatori | 74’ Spolli 85’ Lanzafame |

| Arbitro: | Bergonzi (Genova) |

|            |           |             |
| Spolli 57’ | Marcatori | 34’ Robinho |

| Arbitro: | Massa (Imperia) |

|                                               |           |                                  |
| Bradley 6’ Pellissier 20’ (rig.) Paloschi 50’ | Marcatori | 32’ (aut.) Andreolli 84’ Almirón |

| Arbitro: | De Marco (Chiavari) |

|               |           |                           |
| Bergessio 52’ | Marcatori | 88’ Corvia 91’ Di Michele |

| Arbitro: | Celi (Campobasso) |

|                                           |           |  |
| Thiago Ribeiro 21’ Pinilla 79’ Ibarbo 94’ | Marcatori |  |

| Arbitro: | Romeo (Verona) |

|                       |           |  |
| Gomez 30’ Seymour 85’ | Marcatori |  |

| Arbitro: | Rocchi (Firenze) |

|             |           |                  |
| Miccoli 47’ | Marcatori | 25’ Legrottaglie |

| Arbitro: | Palazzino (Ciampino) |

|  |           |             |
|  | Marcatori | 79’ Ramírez |

| Arbitro: | Peruzzo (Schio) |

|                |           |                              |
| Totti 52’, 77’ | Marcatori | 58’ (rig.) Lodi 67’ Marchese |

| Arbitro: | De Marco (Chiavari) |

|  |           |                            |
|  | Marcatori | 18’ Di Natale 58’ Fabbrini |

### Coppa Italia

#### Turni Preliminari
| Arbitro: | Sebastiano Peruzzo (Schio) |

|                          |           |              |
| Maxi López 37’ Gómez 91’ | Marcatori | 54’ Jonathas |

| Arbitro: | Baracani (Firenze) |

|                             |           |                                  |
| Lanzafame 3’ Maxi López 70’ | Marcatori | 68’ Granoche 78’, 90’ Meggiorini |

## Statistiche

### Statistiche di squadra
| Competizione | Punti | In casa | In casa | In casa | In casa | In casa | In casa | In trasferta | In trasferta | In trasferta | In trasferta | In trasferta | In trasferta | Totale | Totale | Totale | Totale | Totale | Totale | DR |
| Competizione | Punti | G       | V       | N       | P       | Gf      | Gs      | G            | V            | N            | P            | Gf           | Gs           | G      | V      | N      | P      | Gf     | Gs     | DR |
| ------------ | ----- | ------- | ------- | ------- | ------- | ------- | ------- | ------------ | ------------ | ------------ | ------------ | ------------ | ------------ | ------ | ------ | ------ | ------ | ------ | ------ | -- |
| Serie A      | 48    | 19      | 9       | 5       | 5       | 24      | 15      | 19           | 2            | 10           | 7            | 23           | 37           | 38     | 11     | 15     | 12     | 47     | 52     | -5 |
| Coppa Italia | -     | 2       | 1       | 0       | 1       | 4       | 4       | 0            | 0            | 0            | 0            | 0            | 0            | 2      | 1      | 0      | 1      | 4      | 4      | 0  |
| Totale       | 48    | 21      | 9       | 5       | 6       | 28      | 19      | 19           | 2            | 10           | 7            | 23           | 37           | 40     | 12     | 15     | 13     | 51     | 56     | -5 |

### Andamento in campionato
| Giornata  | 1 | 2  | 3 | 4  | 5  | 6  | 7  | 8 | 9  | 10 | 11 | 12 | 13 | 14 | 15 | 16 | 17 | 18 | 19 | 20 | 21 | 22 | 23 | 24 | 25 | 26 | 27 | 28 | 29 | 30 | 31 | 32 | 33 | 34 | 35 | 36 | 37 | 38 |
| --------- | - | -- | - | -- | -- | -- | -- | - | -- | -- | -- | -- | -- | -- | -- | -- | -- | -- | -- | -- | -- | -- | -- | -- | -- | -- | -- | -- | -- | -- | -- | -- | -- | -- | -- | -- | -- | -- |
| Luogo     | T | C  | C | T  | C  | T  | C  | T | T  | C  | T  | C  | T  | C  | T  | C  | T  | C  | T  | C  | T  | T  | C  | T  | C  | T  | C  | C  | T  | C  | T  | C  | T  | C  | T  | C  | T  | C  |
| Risultato | N | N  | V | P  | N  | N  | V  | N | N  | V  | P  | P  | V  | P  | N  | V  | P  | N  | P  | N  | V  | N  | V  | P  | V  | N  | V  | V  | N  | N  | P  | P  | P  | V  | N  | P  | N  | P  |
| Posizione | 6 | 12 | 6 | 14 | 15 | 13 | 11 | 9 | 10 | 7  | 9  | 14 | 10 | 10 | 10 | 9  | 9  | 10 | 13 | 12 | 10 | 12 | 10 | 11 | 10 | 9  | 9  | 8  | 8  | 9  | 9  | 9  | 9  | 9  | 9  | 11 | 11 | 12 |

Legenda:

Luogo: C = Casa; T = Trasferta. Risultato: V = Vittoria; N = Pareggio; P = Sconfitta.

### Statistiche dei giocatori
| Giocatore       | Serie A  | Serie A | Serie A     | Serie A    | Coppa Italia | Coppa Italia | Coppa Italia | Coppa Italia | Totale   | Totale | Totale      | Totale     |
| Giocatore       | Presenze | Reti    | Ammonizioni | Espulsioni | Presenze     | Reti         | Ammonizioni  | Espulsioni   | Presenze | Reti   | Ammonizioni | Espulsioni |
| --------------- | -------- | ------- | ----------- | ---------- | ------------ | ------------ | ------------ | ------------ | -------- | ------ | ----------- | ---------- |
| S. Almiron      | 32       | 4       | 5           | 1          | 0            | 0            | 0            | 0            | 32       | 4      | 5           | 1          |
| P. Álvarez      | 7        | 0       | 2           | 0          | 2            | 0            | 0            | 0            | 9        | 0      | 2           | 0          |
| M. Andújar      | 16       | -23     | 1           | 0          | 1            | -1           | 0            | 0            | 17       | -24    | 1           | 0          |
| P. Barrientos   | 25       | 4       | 5           | 0          | 1            | 0            | 0            | 0            | 26       | 4      | 5           | 0          |
| G. Bellusci     | 32       | 0       | 7           | 0          | 1            | 0            | 0            | 1            | 33       | 0      | 7           | 1          |
| G. Bergessio    | 34       | 7       | 2           | 0          | 0            | 0            | 0            | 0            | 34       | 7      | 2           | 0          |
| M. Biagianti    | 14       | 0       | 4           | 1          | 1            | 0            | 1            | 0            | 15       | 0      | 5           | 1          |
| L. Calapai      | 1        | 0       | 0           | 0          | 0            | 0            | 0            | 0            | 1        | 0      | 0           | 0          |
| A. Campagnolo   | 4        | -6      | 0           | 0          | 1            | -3           | 0            | 0            | 5        | -9     | 0           | 0          |
| C. Capuano      | 7        | 0       | 1           | 0          | 2            | 0            | 0            | 0            | 9        | 0      | 1           | 0          |
| P. Carrizo      | 14       | -16     | 3           | 1          | 0            | 0            | 0            | 0            | 14       | -16    | 3           | 1          |
| A. Catellani    | 21       | 1       | 1           | 0          | 2            | 0            | 0            | 0            | 23       | 1      | 1           | 0          |
| G. Delvecchio   | 13       | 1       | 4           | 0          | 0            | 0            | 0            | 0            | 13       | 1      | 4           | 0          |
| A. Donnarumma   | 0        | 0       | 0           | 0          | 0            | 0            | 0            | 0            | 0        | 0      | 0           | 0          |
| O. Ebagua       | 3        | 0       | 0           | 0          | 0            | 0            | 0            | 0            | 3        | 0      | 0           | 0          |
| A. Gómez        | 34       | 4       | 1           | 0          | 1            | 1            | 0            | 0            | 35       | 5      | 1           | 0          |
| M. Izco         | 25       | 1       | 3           | 0          | 0            | 0            | 0            | 0            | 25       | 1      | 3           | 0          |
| Keko            | 0        | 0       | 0           | 0          | 1            | 0            | 0            | 0            | 1        | 0      | 0           | 0          |
| T. Košický      | 3        | -3      | 0           | 0          | 0            | 0            | 0            | 0            | 3        | -3     | 0           | 0          |
| D. Lanzafame    | 11       | 1       | 5           | 0          | 2            | 1            | 0            | 0            | 13       | 2      | 5           | 0          |
| P. Ledesma      | 3        | 0       | 1           | 0          | 0            | 0            | 0            | 0            | 3        | 0      | 1           | 0          |
| N. Legrottaglie | 31       | 5       | 9           | 0          | 0            | 0            | 0            | 0            | 31       | 5      | 9           | 0          |
| C. Llama        | 15       | 0       | 0           | 0          | 2            | 0            | 0            | 0            | 17       | 0      | 0           | 0          |
| F. Lodi         | 37       | 9 (-1)  | 4           | 0          | 0            | 0            | 0            | 0            | 37       | 9 (-1) | 4           | 0          |
| M. López        | 14       | 3       | 0           | 0          | 2            | 2            | 0            | 0            | 16       | 5      | 0           | 0          |
| G. Marchese     | 33       | 3       | 6           | 0          | 0            | 0            | 0            | 0            | 33       | 3      | 6           | 0          |
| F. Moretti      | 0        | 0       | 0           | 0          | 1            | 0            | 0            | 0            | 1        | 0      | 0           | 0          |
| M. Motta        | 13       | 0       | 3           | 1          | 0            | 0            | 0            | 0            | 13       | 0      | 3           | 1          |
| M. Paglialunga  | 0        | 0       | 0           | 0          | 1            | 0            | 0            | 0            | 1        | 0      | 0           | 0          |
| A. Potenza      | 9        | 0       | 3           | 0          | 2            | 0            | 0            | 0            | 11       | 0      | 3           | 0          |
| A. Ricchiuti    | 20       | 0       | 2           | 0          | 1            | 0            | 0            | 0            | 21       | 0      | 2           | 0          |
| F. Sciacca      | 7        | 0       | 0           | 0          | 2            | 0            | 0            | 0            | 9        | 0      | 0           | 0          |
| F. Seymour      | 13       | 1       | 1           | 0          | 0            | 0            | 0            | 0            | 13       | 1      | 1           | 0          |
| N. Spolli       | 31       | 2       | 10          | 2          | 2            | 0            | 1            | 0            | 33       | 2      | 11          | 2          |
| D. Suazo        | 6        | 0       | 0           | 0          | 0            | 0            | 0            | 0            | 6        | 0      | 0           | 0          |
| P. Terracciano  | 2        | -3      | 0           | 0          | 0            | 0            | 0            | 0            | 2        | -3     | 0           | 0          |
| T. Wellington   | 1        | 0       | 0           | 0          | 0            | 0            | 0            | 0            | 1        | 0      | 0           | 0          |

## Giovanili

### Organigramma societario
Area direttiva
- Responsabile: Alessandro Failla
- Segretario settore giovanile: Massimiliano Borbone

Area organizzativa
- Dirigente accompagnatore: Antonio Varsallona, Orazio Leone, Ettore Graziano, Riccardo Laudani, Salvatore Di Grazia, Loreto Cerasa, Salvatore Carbonaro

Area tecnica
- Allenatore Primavera: Giovanni Pulvirenti
- Allenatore Allievi Nazionali: Paolo Riela
- Allenatore Giovanissimi Nazionali: Andrea Suriano
- Allenatore Allievi Regionali: Mario Giuffrida
- Allenatore Giovanissimi Regionali: Roberto La Causa
- Allenatore Esordienti A: Salvatore Gentile
- Allenatore Esordienti B: Carmelo Garofalo
- Allenatore portieri Primavera: Andrea Condorelli
- Allenatore portieri Allievi: Biagio Indelicato
- Allenatore portieri Giovanissimi: Filadelfo Granata
- Preparatore atletico: Marco Consiglio, Mirko Antoci, Dario Fazio

Area sanitaria
- Medico: Mauro Sammarco, Alfio Scalisi, Alfio Azzolina, Giuseppe Reitano, Renato Fortuna
- Fisioterapista: Antonio Schillaci, Antonio Aloisio, Riccardo Rao, Adriano Rabiolo
- Massaggiatore: Salvatore Barbagallo